# Picko Troberg
Picko Per Troberg, ursprungligen Per-Olov Troberg, född 1 januari 1938 i Sundsvall, död 17 april 2016 på Lidingö, var en svensk racerförare och företagsledare

## Biografi
Hans mor var invandrad från Finland. Fadern lämnade familjen när Picko var nyfödd. Vid fem års ålder flyttade Troberg med sin mor till Högalid i Stockholm. Smeknamnet Picko fick han under somrarna på en bondgård på Åland eftersom han var liten till växten. Han växte upp i en etta och relegerades från skolan som 14-åring. Flera olika arbeten följde innan han gjorde värnplikten. 
För att realisera sin dröm om att bli racerförare arrangerade han en bilutställning i Ostermans marmorhallar. Inkomsterna därifrån gjorde att han kunde åka till England och där köpa en Louts 20, han gjorde sedan debut i Formel junior i Karlskoga. Han hade stora framgångar inom racingen på 1960-talet. Bland annat hade han nio vinster i svenska mästerskap med bilmodellen Mini Cooper, allmänt känd som "hundkojan".
Picko fick på sin tid stor uppmärksamhet i svenska medier. Tack vare sin karaktäristiska mustasch var han skämtsamt känd som "Sveriges snabbaste mustasch". 1970 spelade Lasse Berghagen in en singel med titeln "Picko Troberg" och där Troberg själv är med och sjunger (Karusell).
Troberg grundade budfirman Pickos budbilar som senare blev Adena Pickos. Han var VD för Picko Troberg Racing och delägare i en fiskaffär på Lidingö. Picko Troberg är begravd på Lidingö kyrkogård.

## Resultat
Picko Trobergs placeringar i racing-SM 1961–1971:
- 1961: 4, Lotus Formel Junior
- 1962: 4, Lola Formel Junior
- 1963: 2, Lola Formel Junio
- 1964: 2, BMC Cooper Grp 4, 5, Focus Mk VI
- 1965: 1, BMC Cooper, 4, BMC Cooper Grp 4, 1, Brabham Formel 3
- 1966: 5, BMC Cooper, 1, Porsche Carrera, 2, Brabham Formel 3
- 1967: 3, BMC Cooper, 5, McLaren
- 1969: 9, BMC Cooper, 3, Chevrolet Camaro
- 1970: 4, Chevrolet Camaro
- 1971: 3, Chevrolet Camaro